# Lotrinština

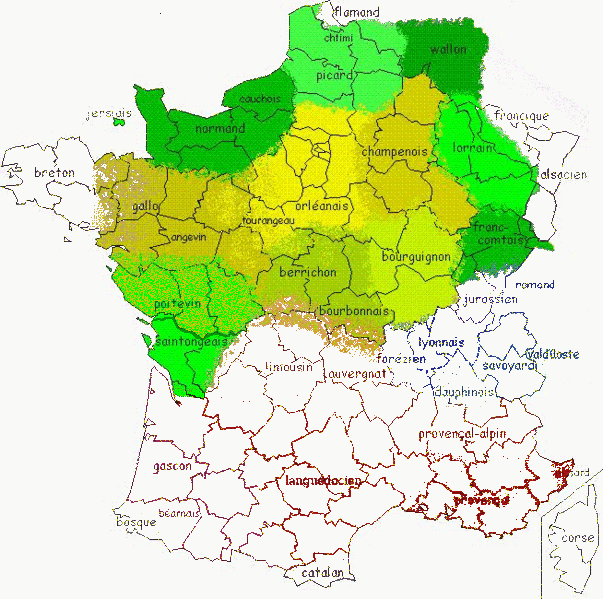
Mapa rozšíření oïlských jazyků. Lotrinština je vyznačena světle zeleně a nápisem Lorrain.

Lotrinština (francouzsky Lorrain) je dialekt, kterým mluví menšina obyvatel Lotrinska, a dále se lotrinsky mluví v několika částech Alsaska a v regionu Gaume v Belgii.
Řadí se mezi románské oïlské jazyky. Bere se jako regionální jazyk Francie a regionální jazyk Valonska (ve Valonsku je znám jako Gaumais). Lotrinština byla ovlivněna lucemburštinou a lotrinskou franštinou.

## Příklady

### Číslovky
| Lotrinsky  | Česky |
| în         | jeden |
| dux / dus' | dva   |
| trâhh      | tři   |
| qwète      | čtyři |
| cînq       | pět   |
| hhés       | šest  |
| sept       | sedm  |
| eût        | osm   |
| nûf        | devět |
| dêhh       | deset |

## Užitečné fráze
| Lotrinsky             | Česky               |
| Béniant! / Bièv'nîne! | Vítejte!            |
| Salûemot! / Salut!    | Ahoj!               |
| Bwodjo!               | Dobrý den!          |
| Bonswêr!              | Dobrý večer!        |
| Bonne neût!           | Dobrou noc!         |
| E'dmain!              | Uvidíme se zítra!   |
| E pus dérer!          | Uvidíme se později! |
| E lè r'wé'eûre!       | Na shledanou!       |

## Vzorový text

### Všeobecná deklarace lidských práv
| lotrinsky | Totes li hàmmes v'nàt au monde libes et égaux da la dignitè et da lo drâ. Ils so dotès de ranho et d'conscience et so t'nus d'se compoutè li ines enwoués lis autes da in espirit d'fraternitè. |
| česky     | Všichni lidé se rodí svobodní a sobě rovní co do důstojnosti a práv. Jsou nadáni rozumem a svědomím a mají spolu jednat v duchu bratrství.                                                      |